# Латиано
Латиа̀но (на италиански: Latiano, на местен диалект Latianu, Латиану) е град и община в Южна Италия, провинция Бриндизи, регион Пулия. Разположен е на 97 m надморска височина. Населението на общината е 14 919 души (към 2010 г.).